# Tadeusz Chruściel
Tadeusz Lesław Chruściel (ur. 26 stycznia 1926 we Lwowie, zm. 11 lutego 2010) – polski lekarz, specjalista farmakologii klinicznej i doświadczalnej, działacz społeczny, znawca farmakoekonomiki.

## Życiorys
Urodzony 30 stycznia 1926 r. we Lwowie. Tadeusz Chruściel był synem nauczycieli Stanisława i Bronisławy z domu Markowskiej. Uczęszczał w rodzinnym mieście do Szkoły Podstawowej im. św. Antoniego oraz gimnazjum, a w latach 1943–1944 ukończył liceum na tajnych kursach. Świadectwo maturalne uzyskał w Łańcucie w 1944 roku.
Studiował na Wydziale Lekarskim UJ. Dyplom lekarza uzyskał 30 października 1951 r. w Krakowie. Doktoryzował się w 1951 r. na Akademii Medycznej w Krakowie, stopień naukowy kandydata nauk uzyskał 25 maja 1956 r., a stopień docenta – 30 stycznia 1958, również na AM w Krakowie. Tytuł profesora nadzwyczajnego otrzymał 27 lipca 1966 r., a profesora zwyczajnego 22 września 1988 roku.
Pracę zawodową rozpoczął w 1948 r., w czasie studiów, gdy został zatrudniony w Zakładzie Farmakologii UJ w Krakowie. Od roku akademickiego 1955/1956 był kierownikiem Katedry Farmakologii Śląskiej Akademii Medycznej w Katowicach. W roku akademickim 1959/1960 jako stypendysta Fundacji Rockefellera przebywał w Zakładzie Farmakologii Uniwersytetu w Oksfordzie. Po uzyskaniu stopnia docenta został samodzielnym pracownikiem naukowym w Śląskiej Akademii Medycznej w Katowicach. W latach 1968–1975 pracował w Światowej Organizacji Zdrowia, w Genewie, jako specjalista ds. środków odurzających i psychotropowych. W 1975 r. został kierownikiem programu uzależnień lekowych, w rok później wszedł w skład komitetu ekspertów ds. alkoholizmu i zależności lekowych.
Po powrocie do kraju został w 1975 r. kierownikiem Zakładu Leków Hormonalnych i zastępcą dyrektora Instytutu Leków, a od 1981 r. jego dyrektorem. W 1985 r. został kierownikiem Zakładu Farmakologii Klinicznej i Społecznej Centrum Medycznym Kształcenia Podyplomowego w Warszawie.
Autor ponad 300 prac naukowych poświęconych miażdżycy, mechanizmom działania leków i interakcjom leków, działaniom ubocznym, nadużywaniu i uzależnieniu od leków, dopingowi i narkomanii. Członek Komitetu Nauk Fizjologicznych PAN (1963–1969), Polskiego Towarzystwa Fizjologicznego, wieloletni członek Zarządu Głównego „Katolickiego Stowarzyszenia Lekarzy Polskich”, bliski przyjaciel i współpracownik prof. Kornela Gibińskiego. Wraz z nim współredagował wydany w 1991 r. przez PZWL „Leksykon Leków”.

## Działalność społeczna
Tadeusz Chruściel wraz ze swoją żoną (doc. dr hab. med. specj. farmakologii Marią Chruściel) działali w warszawskim oddziale Stowarzyszenia Charytatywnego „Lekarze Nadziei”. Prowadzili przez ponad 20 lat aptekę leków bezpłatnych dla osób ubogich i bezdomnych. Aptekę zamknięto w 2010 roku. Od 1989 r. był prezesem Naczelnej Rady Lekarskiej I kadencji. Pochowany w Alei Zasłużonych na Cmentarzu Wojskowym na Powązkach w Warszawie (kwatera 29C-tuje-11).

## Odznaczenia i wyróżnienia[8]
Postanowieniem Prezydenta Rzeczypospolitej Polskiej Lecha Kaczyńskiego z 15 maja 2009 „za wybitne zasługi dla rozwoju medycyny, za działalność na rzecz samorządu lekarskiego” został odznaczony Krzyżem Wielkim Orderu Odrodzenia Polski.
- Krzyż Kawalerski Orderu Odrodzenia Polski
- Złoty Krzyż Zasługi[7]
- nagrody I i II stopnia ministra zdrowia
- złota odznaka honorowa „Za zasługi dla Warszawy”[7]